# Кросбраузерність
Кросбраузерність (від англ. Cross — «перетинається») — це властивість вебсайту або веб застосунку за можливістю однаково відображатися та функціонувати у відповідності до поставленого завдання в усіх браузерах або ж поступово погіршуватися, коли функції браузера відсутні або недостатні. 
Історія кросбраузерності пов’язана з історією «війни браузерів» наприкінці 1990-х років між Netscape Navigator і Microsoft Internet Explorer, а також з історією JavaScript і JScript, перших мов сценаріїв, реалізованих у браузерах. Netscape Navigator був найпоширенішим веб-браузером на той час, а Microsoft ліцензувала Mosaic на створення Internet Explorer 1.0 . Нові версії Netscape Navigator та Internet Explorer були випущені швидкими темпами протягом наступних кількох років. Через гостру конкуренцію на ринку веб-браузерів розробка цих браузерів була швидкою, а нові функції додавалися без будь-якої координації між постачальниками. Запровадження нових функцій часто мало пріоритет над виправленнями помилок, що призводило до нестабільних браузерів, нестабільної відповідності веб-стандартам, частих збоїв і багатьох дірок у безпеці. 
На початку 21 століття такі методи, як аналіз браузера, вважалися непридатними для кросбраузерного сценарію. Термін «мультибраузерний» був придуманий для опису програм, які покладалися на пошук браузера або робили іншим чином недійсні припущення щодо середовища виконання, яке на той час майже завжди було веббраузером. Термін «кросбраузерність» набув свого загальноприйнятого значення в цей час, оскільки програми, які колись працювали в Internet Explorer 4 і Netscape Navigator 4 і з тих пір стали непридатними для використання в сучасних браузерах, не можуть бути розумно описані як «кросбраузерні». У просторіччі такі багатобраузерні програми, а також фреймворки та бібліотеки все ще називають кросбраузерними.
Простіше кажучи, таку характеристику дають сайтам, дизайн яких однаковий в найпопулярніших сучасних браузерах - таких як Internet Explorer та Google Chrome. Відображення сайту при цьому може відрізнятися лише дрібними деталями (наприклад закругленими куточками, рівнем тіні, градієнтною або суцільною заливкою), але не кольоровою гамою, розташуванням елементів, а також, що найважливіше у визначенні даного поняття, структурою сайту, адже особливо багато проблем виникає з блочною версткою.
Часто виникає багато проблем з версіями Internet Explorer нижче 10, тому багато розробників вебсайтів не турбуються про кросбраузерність, а ставлять сторінку-заглушку, тобто користувач Internet Explorer може бачити лише одну сторінку, на якій йому рекомендується змінити браузер, без можливості перегляду контенту.